# Michael Malone
Michael John Malone (ur. 23 października 1939 w Sydney) – australijski duchowny rzymskokatolicki, w latach 1995-2011 biskup diecezjalny Maitland-Newcastle. 

## Życiorys
Święcenia kapłańskie przyjął 18 września 1964 w swojej rodzinnej archidiecezji Sydney. Udzielił mu ich ówczesny arcybiskup metropolita Sydney, kardynał Norman Thomas Gilroy. 12 grudnia 1994 papież Jan Paweł II mianował go biskupem koadiutorem ówczesnej diecezji Maitland, która w 1995 zmieniła nazwę na Maitland-Newcastle. Sakry udzielił mu 15 lutego 1995 Leo Morris Clarke, u którego boku miał posługiwać jako koadiutor. 3 listopada 1995 został biskupem diecezjalnym. 4 kwietnia 2011 zrezygnował z tego stanowiska. Od tego czasu pozostaje biskupem seniorem diecezji. 